# ОФГ Пловдив
ОФГ Пловдив е дивизия, в която играят отбори от област Пловдив. Състои се от две „А“ ОГ (първа и втора група) и три „Б“ ОГ (северна, източна и централна подгрупа). 

## „А“ ОГ Пловдив
През сезон 2022/23 „А“ ОГ е разделена на две групи: Първа група и Втора група. В двете групи играят по 10 отбора.

### Първа група

#### Отбори 2022/23
- Вихър (Белозем)
- Дъбене (Дъбене)
- Кричим (Кричим)
- Марица 2003 (Маноле)
- Раковски (Раковски)
- Секирово (кв.Секирово, Раковски)
- Спартак (Болярци)
- Спартак 1947 II (Пловдив)
- Траките 2007 (Скутаре)
- Тракия 06 (Стамболийски)

### Втора група

#### Отбори 2022/23
- Вихър (Войсил)
- Дълго поле (Дълго поле)
- Житница (Житница)
- Марица 2009 (Градина)
- Металик 1938 (Сопот)
- Пловдив 2015 (Пловдив)
- Спортист 1948 (Голям чардак)
- Тракия (Нови извор)
- Труд (Труд)
- Чернозем (Черноземен)

## „Б“ ОГ Северна подгрупа
През сезон 2022/23 в групата играят 13 отбора. Шампионът на групата участва в баражи за влизане в „А“ ОГ.

### Отбори 2022/23
- Белащица (Белащица)
- Ведраре (Ведраре)
- Домлян (Домлян)
- Калояново (Калояново)
- Лидер (Ягодово)
- Раковски 2018 (Раковски)
- Садово (Садово)
- Сокол (Пъдарско)
- Стряма 2001 (Стряма)
- Тракия 94 (Царимир)
- Урожай (Стрелци)
- Хисаря (Хисаря)
- Чавдар (Пловдив)

## „Б“ ОГ Източна подгрупа
През сезон 2022/23 в групата играят 9 отбора. Шампионът на групата участва в баражи за влизане в „А“ ОГ.

### Отбори 2022/23
- Ботев (кв.Дебър, Първомай)
- Гоце Делчев (кв.Горни Воден, Ас)
- Марица (Милево)
- Марица 1951 (Първомай)
- Младост (Златовръх)
- Родопи 2012 (Червен)
- Сокол (Буково)
- Сокол 2020 (Долни Воден)
- Тополово (Тополово)

## „Б“ ОГ Централна подгрупа
През сезон 2022/23 в групата играят 14 отбора. Шампионът на групата участва в баражи за влизане в „А“ ОГ.

### Отбори 2022/23
- Бенковски (Куртово Конаре)
- Ботев (Рогош)
- Брестовица (Брестовица)
- Вихър (Войводиново)
- Вихър (Строево)
- Вихър 2006 (Граф Игнатиево)
- Костиево (Костиево)
- Марица (Ясно поле)
- Светкавица (Манолско Конаре)
- Спартак 1971 (Ново село)
- Тракиец 2001 (Калековец)
- Траките 2007 II (Скутаре)
- Труд II (Труд)
- Царацово 2020 (Царацово)